# ماغي كاري
ماغي كاري (بالإنجليزية: Maggie Carey)‏ هي كاتبة سيناريو ومنتجة أفلام ومخرجة أمريكية، ولدت في 1977.

## وصلات خارجية
- ماغي كاري على موقع IMDb (الإنجليزية)
- ماغي كاري على موقع ألو سيني (الفرنسية)
- ماغي كاري على موقع أول موفي (الإنجليزية)
- ماغي كاري على موقع قاعدة بيانات الأفلام السويدية (السويدية)
- ماغي كاري على موقع قاعدة بيانات الفيلم (الإنجليزية)
- ماغي كاري على موقع كينوبويسك (الروسية)